# Cas9
Cas9 (von englisch CRISPR-associated, veraltet auch Cas5, Csn1 oder Csx12) ist eine Endonuklease und ein Ribonukleoprotein aus Bakterien.

## Eigenschaften
Das CRISPR/Cas-System entstammt einem adaptiven antiviralen Abwehrmechanismus aus Bakterien, dem CRISPR. Die Endonuklease Cas9 kann eine bestimmte RNA-Sequenz (crRNA repeat, Sequenz GUUUUAGAGCU(A/G)UG(C/U)UGUUUUG) binden und DNA schneiden. Diese crRNA repeat-Sequenz bildet eine RNA-Sekundärstruktur, bindet eine tracrRNA und wird dann von Cas9 gebunden. An der crRNA repeat-Sequenz befindet sich anschließend eine an die Ziel-DNA bindende Sequenz (crRNA spacer), beide Sequenzen werden zusammen als crRNA bezeichnet. Als zweiter Teil dient die crRNA spacer-Sequenz in der Funktion eines variablen Adapters, welche komplementär zur Ziel-DNA ist und an die Ziel-DNA bindet. Dadurch wird die DNA nahe der Bindungsstelle geschnitten. Zur Hemmung von Cas-Proteinen werden von Bakteriophagen Anti-CRISPR-Proteine gebildet.

## Struktur

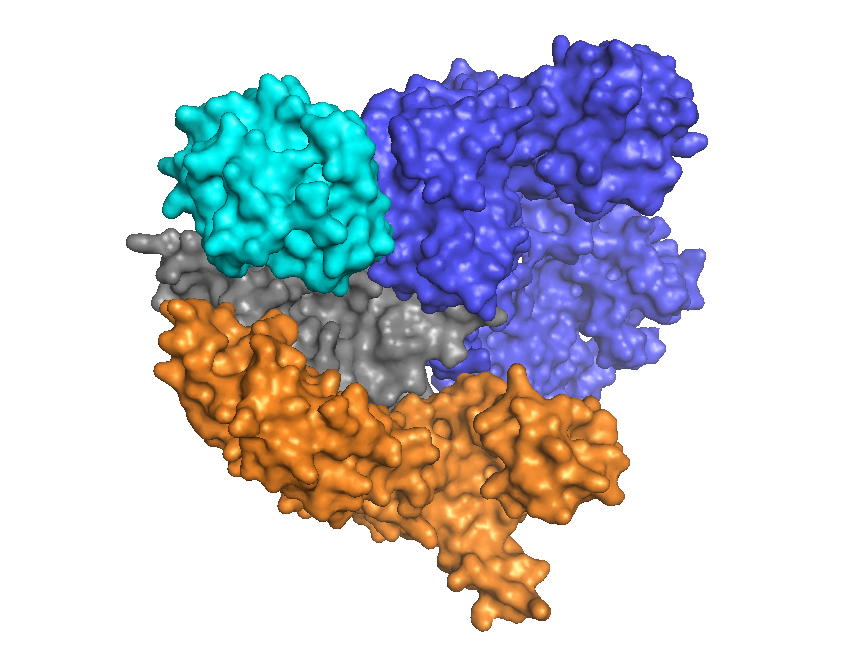
Cas9 in der ungebundenen Form (Apo-Form)

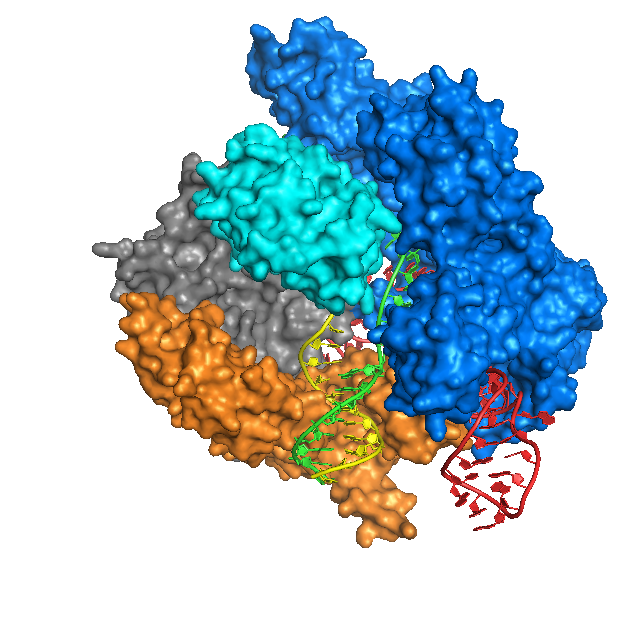
Cas9 mit gebundener DNA

Cas9 besteht aus zwei Bereichen, mit der RNA eingebettet zwischen dem α-helikalen Bereich (blau) und dem Bereich der Endonuklease (cyan, orange, grau). Die beiden Bereiche sind über eine Helix verbunden. Der Nukleasebereich enthält zwei Endonuklease-Proteindomänen, RuvC (grau) und die HNH-Nuclease (cyan). Die HNH-Nuklease schneidet den an die crRNA gebundenen DNA-Strang, während die RuvC den gegenüberliegenden Strang schneidet. Die zu schneidende DNA muss das Protospacer adjacent Motif (PAM) enthalten, das aus den drei Nukleotiden NGG besteht, und von der PAM-interacting domain am C-Terminus von Cas9 (PI-Domäne, orange) gebunden wird. Cas9 besitzt drei verschiedene Konformationen, ungebunden, an RNA gebunden und an RNA und DNA gebunden.
Cas9 bindet die stem-loop-Sekundärstruktur der crRNA. Der Komplex aus Cas9, crRNA und tracrRNA bindet an die Ziel-DNA und schneidet beide DNA-Stränge. Die beiden RNA können auch in einem einzigen, abschnittsweise selbsthybridisierenden Strang untergebracht werden (single-guide RNA, sgRNA). Die DNA-Bindungsdomäne (recognition domain, REC) die Endonukleasedomäne (NUC) sind räumlich getrennt. Da die HNH-Domäne flexibel mit dem restlichen Protein verbunden ist, ist sie im Cas9-Proteinkristall nicht erkennbar. Cas9 verwendet Manganionen als Cofaktoren.

## Typen
Es existieren mehr als 40 verschiedene Cas-Proteinfamilien. Die Familien können in drei Typen eingeteilt werden. Typ I, II und IIIa binden und schneiden doppelsträngige DNA, während Typ IIIb einzelsträngige RNA bindet und schneidet. Bei allen Typen erfolgt die Bildung des spacers in Bakterien durch Cas1 und Cas2. Bei den Typen I-A und I-E erfolgt der DNA-Schnitt durch Cas3, während bei Typ II Cas9, bei Typ III-A Csm6 und bei Typ III-B Cmr4 den Schnitt bewirkt. Die Typen I und III sind strukturell verwandt, was einen gemeinsamen Ursprung nahelegt. Das helikale Protein Cas des Typs III besitzt mehrere β-hairpins, die in Abständen von sechs Nukleotiden die Doppelhelix der crRNA und der Ziel-RNA für den Schnitt auseinanderdrücken.

## Anwendungen
Cas9 wird als Bestandteil des CRISPR/Cas-Systems zum Genome Editing verwendet.